# Elecciones al Parlamento Europeo de 1994 (España)
Las elecciones al Parlamento Europeo de 1994 en España tuvieron lugar el 12 de junio de dicho año, de forma simultánea a las elecciones al Parlamento de Andalucía. Ese día se celebraron también elecciones europeas en Alemania, Bélgica, Francia, Grecia, Italia, Luxemburgo, Portugal y Reino Unido. Respecto a las elecciones anteriores, la representación española había subido a 64 eurodiputados (para reflejar los efectos de la unificación de Alemania y prepararse para la futura ampliación, el Parlamento Europeo había sugerido, en el llamado informe De Gucht, de octubre de 1992, aumentar el número de escaños; el Consejo europeo de Edimburgo celebrado los días 11 y 12 de diciembre de 1992 lo tomó en cuenta y según una decisión del Consejo de 1 de febrero de 1993 aumentó, entre otros, el número de escaños correspondiente a España a 64). De acuerdo con lo dispuesto en la Ley Orgánica 5/1985, de 19 de junio, del Régimen Electoral General (artículo 214), existe una única circunscripción electoral sin umbral electoral (porcentaje mínimo para ser adjudicatario de escaños; en las generales españolas es del 3%).

## Candidaturas
Se presentaron 35 candidaturas.

## Resultados
La participación ascendió al 59,14%, casi cinco puntos más que en las elecciones de 1989. De los votos emitidos, el 0,46% fue nulo. De los válidos, el 1,15% fue en blanco. El número de votos a candidaturas fue de 18.364.794.
De las 35 candidaturas presentadas, solo cinco obtuvieron representación. La lista más votada fue la del Partido Popular (PP), siendo la primera vez que el PSOE era derrotado en unas elecciones europeas, perdiendo ocho puntos respecto a las elecciones generales del año anterior. Era también la primera vez que el PSOE perdía una elección a nivel estatal desde 1982. En cambio, el PP había ganado más de cinco puntos respecto a dichas elecciones generales y fue la lista más votada en todas las comunidades autónomas españolas salvo Cataluña, País Vasco, Andalucía y Extremadura. Otro aspecto reseñable era el ascenso de Izquierda Unida, que más que dobla sus votos, y la drástica reducción de partidos representados (a pesar de haber cuatro escaños más que repartir), pasando de once a cinco. El bipartidismo se acentúa, al sumar PP y PSOE el 70,91% de los votos, frente a los 60,98 de las anteriores elecciones europeas. El partido que quedó en tercer lugar en las elecciones anteriores, el CDS perdió su representación, al igual que Herri Batasuna o la Agrupación Ruiz-Mateos.
Los resultados de las candidaturas que obtuvieron más del 1% de los votos o que perdieron representación obtenida en anteriores elecciones fueron los siguientes:
| ← Elecciones al Parlamento Europeo de 1994 →              |                               |           |       |         |     |
| Partido                                                   | Cabeza de lista               | Votos     | %     | Escaños | +/- |
| Partido Populara                                          | Abel Matutes                  | 7.453.900 | 40,12 | 28      | +13 |
| Partido Socialista Obrero Español (PSOE) b                | Fernando Morán                | 5.719.707 | 30,79 | 22 c    | -5  |
| Izquierda Unida-Iniciativa per Catalunya                  | Alonso Puerta                 | 2.497.671 | 13,44 | 9 d     | +5  |
| Convergència i Unió e                                     | Carles Gasòliba               | 865.913   | 4,66  | 3 f     | +1  |
| Coalición Nacionalista                                    | Jon Gangoiti                  | 518.532   | 2,79  | 2 g     | +1  |
| Por la Europa de los Pueblos                              | Carlos Garaikoetxea           | 239.339   | 1,20  | 0 i     | -1  |
| Foro-Centro Democrático y Social                          | Eduard Punset                 | 183.418   | 0,99  | 0       | -5  |
| Herri Batasuna                                            | Karmelo Landa                 | 180.324   | 0,97  | 0       | -1  |
| Coalición Andalucista - Poder Andaluz                     | Diego de los Santos López     | 140.445   | 0,76  | 0       | -1h |
| Bloque Nacionalista Galego                                | José Carlos Mella Villar      | 139.221   | 0,75  | 0       | =   |
| Grupo Verde                                               | Esteban Cabal                 | 109.567   | 0,59  | 0       | =   |
| Agrupación de Electores Ruiz-Mateos                       | José María Ruiz-Mateos        | 82.410    | 0,44  | 0       | -2  |
| Els Verds - Confederació Ecologista de Catalunya          | Josep Puig i Boix             | 42.237    | 0,23  | 0       | =   |
| Partido Comunista de los Pueblos de España-PCC (PCPE-PCC) | Juan Ramos Camarero           | 29.692    | 0,16  | 0       | 0   |
| Caza, Pesca, Naturaleza y Tradiciones (CPNT)              | Andrés Gutiérrez Lara         | 29.025    | 0,16  | 0       | =   |
| Partido Obrero Revolucionario (POR)                       | Víctor García González        | 16.144    | 0,09  | 0       | =   |
| Partíu Asturianista (PAS)                                 | José Carlos Rubiera Tuya      | 14.846    | 0,08  | 0       | =   |
| Extremadura Unida (EU)                                    | Luis Fernando Sánchez         | 13.580    | 0,07  | 0       | =   |
| Falange Española de las JONS (FE-JONS)                    | Diego Márquez Horrillo        | 11.733    | 0,06  | 0       | 0   |
| Unidad Regionalista de Castilla y León (URCL)             | Manuel Jesús Domínguez        | 10.019    | 0,05  | 0       | =   |
| Partido de la Ley Natural (PLN)                           | José Luis Álvarez Roset       | 7.845     | 0,04  | 0       | =   |
| Partido Humanista                                         | África Martínez Noguera       | 7.499     | 0,04  | 0       | 0   |
| Coalición por un Nuevo Partido Socialista (CNPS)          | José Miguel Villa Antoñana    | 7.349     | 0,04  | 0       | =   |
| Partido Regionalista del País Leonés (PREPAL)             | Francisco Iglesias Carreño    | 6.197     | 0,03  | 0       | =   |
| Falange Española Independiente (FEI)                      | Miguel Ángel Gimeno Álvarez   | 5.602     | 0,03  | 0       | =   |
| Comunión Tradicionalista Carlista (CTC)                   | José Millaruelo Aparicio      | 5.226     | 0,03  | 0       | =   |
| Partido Justicia y Bienestar (JYB)                        | José María Gibal Castelló     | 4.992     | 0,03  | 0       | =   |
| Partido Regionalista Extremeño (PREX)                     | José María Rodríguez Santa    | 4.836     | 0,03  | 0       | =   |
| Alternativa Demócrata Nacional                            | Juan Enrique Peligro Robledo  | 4.689     | 0,03  | 0       | =   |
| Partido Carlista                                          | Mª Ángeles Fernández-Ceballos | 4.640     | 0,02  | 0       | 0   |
| Alternativa Galega (AG)                                   | Pastor Alonso Paz             | 4.431     | 0,02  | 0       | =   |
| Coalición GPOR-PST (LVS)                                  | María Esther del Alcázar      | 3.765     | 0,02  | 0       | =   |

a Incluye Unión del Pueblo Navarro (UPN).

b Incluye al Partit dels Socialistes de Catalunya (PSC). 

c De ellos, 2 del PSC.

d De ellos, 7 del PCE, 1 de IC y 1 del PASOC.

e Incluye Unitat del Poble Valencià y Partit Socialista de Mallorca-Nacionalistes de Mallorca.

f De ellos, 2 de CDC y 1 de UDC.

g Escaños rotatorios: PNV (julio de 1994-enero de 1999), CC (julio de 1994-septiembre de 1996), UV (septiembre de 1996-octubre de 1998), PAR (octubre de 1998-julio de 1999), y CG (enero de 1999-julio de 1999).

i Respecto al Izquierda de los Pueblos.

h Respecto al Partido Andalucista.

## Diputados electos
A continuación se listan los diputados proclamados electos:
| N.º | Nombre                                | Lista | Lista |
| --- | ------------------------------------- | ----- | ----- |
| 1   | Abel Matutes Juan                     |       | PP    |
| 2   | Fernando Morán López                  |       | PSOE  |
| 3   | Celia Villalobos Talero               |       | PP    |
| 4   | Francisca Sauquillo Pérez del Arco    |       | PSOE  |
| 5   | Alonso José Puerta Gutiérrez          |       | IU    |
| 6   | Mercedes de la Merced Monge           |       | PP    |
| 7   | Enrique Barón Crespo                  |       | PSOE  |
| 8   | José María Gil-Robles y Gil-Delgado   |       | PP    |
| 9   | Miguel Arias Cañete                   |       | PP    |
| 10  | Ludivina García Arias                 |       | PSOE  |
| 11  | Antoni Gutiérrez Díaz                 |       | IU    |
| 12  | María Teresa Estevan Bolea            |       | PP    |
| 13  | Josep Verde i Aldea                   |       | PSOE  |
| 14  | José Manuel García-Margallo Marfil    |       | PP    |
| 15  | Ana Clara María Miranda de Lage       |       | PSOE  |
| 16  | María del Carmen Fraga Estévez        |       | PP    |
| 17  | Carles-Alfred Gasòliba i Bohm         |       | CiU   |
| 18  | Laura González Álvarez                |       | IU    |
| 19  | Luis Campoy Zueco                     |       | PP    |
| 20  | Pedro Aparicio Sánchez                |       | PSOE  |
| 21  | Ana Isabel Palacio Vallelersundi      |       | PP    |
| 22  | José María Mendiluce Pereiro          |       | PSOE  |
| 23  | Carlos Robles Piquer                  |       | PP    |
| 24  | Manuel Medina Ortega                  |       | PSOE  |
| 25  | María Sornosa Martínez                |       | IU    |
| 26  | Juan Manuel Fabra Vallés              |       | PP    |
| 27  | Gerardo Fernández Albor               |       | PP    |
| 28  | María Izquierdo Rojo                  |       | PSOE  |
| 29  | Fernando Fernández Martín             |       | PP    |
| 30  | Josep Enrique Pons Grau               |       | PSOE  |
| 31  | Josu Jon Imaz San Miguel              |       | CN    |
| 32  | María Jesús Aramburu del Río          |       | IU    |
| 33  | Jaime Valdivielso de Cue              |       | PP    |
| 34  | Joan Coloro i Naval                   |       | PSOE  |
| 35  | Encarnación Redondo Jiménez           |       | PP    |
| 36  | Juan Luis Colino Salamanca            |       | PSOE  |
| 37  | Íñigo Méndez de Vigo Montojo          |       | PP    |
| 38  | Concepció Ferrer i Casals             |       | CiU   |
| 39  | Salvador Jove Peres                   |       | IU    |
| 40  | Javier Areitio Toledo                 |       | PP    |
| 41  | Carmen Díez de Rivera Icaza           |       | PSOE  |
| 42  | Joaquín Sisó Cruellas                 |       | PP    |
| 43  | Juan de Dios Izquierdo Collado        |       | PSOE  |
| 44  | Laura Elena Esteban Martín            |       | PP    |
| 45  | Jesús Cabezón Alonso                  |       | PSOE  |
| 46  | Carlos Carnero González               |       | IU    |
| 47  | Daniel Varela Suances-Carpegna        |       | PP    |
| 48  | José Gerardo Galeote Quecedo          |       | PP    |
| 49  | Bárbara Duhrkop Duhrkop               |       | PSOE  |
| 50  | José Ignacio Salafranca Sánchez-Neyra |       | PP    |
| 51  | Antonio González Triviño              |       | PSOE  |
| 52  | Ángela del Carmen Sierra González     |       | IU    |
| 53  | José Antonio Escudero López           |       | PP    |
| 54  | Francisco Javier Sanz Fernández       |       | PSOE  |
| 55  | Francisca Bennasar Tous               |       | PP    |
| 56  | Joan María Vallvé i Ribera            |       | CiU   |
| 57  | José Luis Valverde López              |       | PP    |
| 58  | Manuela de Frutos Gama                |       | PSOE  |
| 59  | Pedro Marset Campos                   |       | IU    |
| 60  | Salvador Garriga Polledo              |       | PP    |
| 61  | Fernando Pérez Royo                   |       | PSOE  |
| 62  | Julio Añoveros Trias de Bes           |       | PP    |
| 63  | Ana Terrón i Cusi                     |       | PSOE  |
| 64  | Isidoro Sánchez García                |       | CN    |